# 皆本晃
皆本 晃（みなもと あきら, 1987年1月28日 - ）は、千葉県松戸市出身のフットサル選手。立川アスレティックFC所属。元フットサル日本代表キャプテン。正確なプレーでゲーム全体をコントロールする。現在は選手と一般社団法人立川アスレティックFCの代表理事を兼任する。

## 経歴

### クラブ
千葉県松戸市出身で、幕張総合高校卒業後に府中アスレティックフットボールクラブに加入。2005年から2008年までは関東フットサルリーグでプレーし、38試合出場23得点を記録。2009年には府中がFリーグにプレーの場を移し、Fリーグでは2シーズンで41試合出場20得点の成績を残した。
2011年4月、日本代表のスペイン遠征終了後には単独でスペインに残り、2部のFSサモラ(FS Zamora)の練習に参加。2011年夏からはスペイン1部のプエルトジャーノFS(Puertollano FS)の練習に参加し、半年後の2012年冬に選手契約を結んだ。2011-12シーズン終了後の2012年夏にはAFCフットサルクラブ選手権の大会期間限定でカタールのアル・ラーヤンSCでプレーし、3位決定戦では名古屋オーシャンズと対戦した。この短期契約はFSサモラで指導を受けたフアニートがアル・ラーヤンの監督を務めていたことで実現したものだった。就労ビザの問題でスペインに留まることが困難だったため、2012年12月には府中への復帰が発表されたが、2013年1月にはプエルトジャーノとの契約を延長することになり、府中復帰は取りやめられた。しかし、2月にはスペイン2部B（実質3部）のFSバルデペニャス(FS Valdepeñas)と契約を結び、元インテルFSのジョアン・リナレスとともにプレーした。
2013年9月に府中アスレティックに復帰。2014-15シーズンは31試合に出場し、チームトップ・リーグ7位の19得点した。2015年夏には府中アスレティックの日本人選手としては初めてプロ選手契約を行った。2015-16シーズンは開幕からチームを牽引し、24試合に出場して13得点。2015年7月のオーシャンカップで府中アスレティックはチーム史上初タイトルを獲得した。しかし10月18日のペスカドーラ町田戦で左膝前十字靭帯を負傷し、全治8か月の大けがを負って残りのシーズンと日本代表のアジア選手権を棒に振った。
2016年6月12日のＦリーグ2016/2017開幕戦で公式戦に復帰。8月に行われたタイランド5s 国際4ヵ国フットサルトーナメント2016で代表復帰も果たした。その後も順調にキャリアを積み、2018年にチーム名が立川・府中アスレティックFCに改称された後もクラブの顔として活躍。12月に出演したAbemaTV「株式会社ニシノコンサル」をきっかけに、皆本を中心としたアスレ選手会で「アスレマスコットプロジェクト」を実施。クラウドファンディングで資金を集め、イラストレーターりおたのデザインによるマスコット「アスレくん」が誕生した。2020年1月28日、自身の33歳の誕生日にオンラインサロン「みんなでフットサルを広めよう【皆本軍団】」を開設。
2022年3月には、4月から男女のトップチームがホームタウンを立川市に移転しチーム名を立川アスレティックFCおよび立川アスレティックFCレディースに改称することに伴い、運営を行う一般社団法人立川アスレティックFCの代表理事に就任することが発表された。「府中」の名前を冠して臨んだ最後の大会、JFA全日本フットサル選手権大会決勝で名古屋オーシャンズを1-0で破り、初優勝。3月26日には、府中市民スポーツ優秀賞を受賞したことが発表された。

### 日本代表
2009年6月、ミゲル・ロドリゴ監督就任後初の遠征メンバーとして日本代表に初選出され、2009年には6月の中国遠征、7月のリビア遠征、11月の東アジアフットサル選手権に参加。2010年12月にはタイ遠征に参加し、2011年3月にはポルトガル/スペイン遠征に参加。2013年3月にはスペイン遠征に参加し、6月-7月の第4回アジアインドア・マーシャルアーツゲームズでは準優勝。2014年にはウズベキスタンで開催されたAFCフットサル選手権で優勝。2015年10月に全治8カ月の大けがを負い、代表活動からも長期間離脱するが、2016年8月に代表復帰。2016年10月より就任したブルーノ・ガルシア監督にも引き続き日本代表に選出され、2017年からはフットサル日本代表のキャプテンを務めた。
2018年2月にチャイニーズ・タイペイで開催されたAFCフットサル選手権では準優勝。2020年に予定されていたFIFAフットサルワールドカップの予選を兼ねたAFCフットサル選手権は度重なる延期の末に中止となり、ワールドカップも1年延期となったが、2021年9月-10月にリトアニアで開催されたFIFAフットサルワールドカップで悲願のワールドカップ初出場を果たした。しかしながら思うような出場時間を得られず、不完全燃焼で帰国した。

## 所属クラブ
サッカー
- 新松戸サッカークラブ
- 幕張総合高校

フットサル
- 2005-2010  府中アスレティックフットボールクラブ
- 2012.1-2012.5  プエルトジャーノFS
- 2012.6-2012.7  アル・ラーヤンSC
- 2013.2-2013.5  FSバルデペニャス
- 2013.9-  府中アスレティックフットボールクラブ

## タイトル
府中アスレティックFC
- Fリーグ オーシャンカップ(1) : 2015

立川・府中アスレティックFC
- 全日本フットサル選手権大会(1) :2021

日本代表
- AFCフットサル選手権(1) : 2014

## 個人成績
| 国内大会個人成績 | 国内大会個人成績 | 国内大会個人成績 | 国内大会個人成績 | 国内大会個人成績 | 国内大会個人成績 | 国内大会個人成績 | 国内大会個人成績 | 国内大会個人成績 | 国内大会個人成績 | 国内大会個人成績 | 国内大会個人成績 |
| 年度             | クラブ           | 背番号           | リーグ           | リーグ戦         | リーグ戦         | リーグ杯         | リーグ杯         | オープン杯       | オープン杯       | 期間通算         | 期間通算         |
| 年度             | クラブ           | 背番号           | リーグ           | 出場             | 得点             | 出場             | 得点             | 出場             | 得点             | 出場             | 得点             |
| 日本             | 日本             | 日本             | 日本             | リーグ戦         | リーグ戦         | オーシャン杯     | オーシャン杯     | 全日本選手権     | 全日本選手権     | 期間通算         | 期間通算         |
| ---------------- | ---------------- | ---------------- | ---------------- | ---------------- | ---------------- | ---------------- | ---------------- | ---------------- | ---------------- | ---------------- | ---------------- |
| 2005             | 府中             |                  | 関東             | 5                | 0                |                  |                  |                  |                  |                  |                  |
| 2006             | 府中             | 5                | 関東             | 0                |                  |                  |                  |                  |                  |                  |                  |
| 2007             | 府中             | 14               | 関東             | 11               |                  |                  |                  |                  |                  |                  |                  |
| 2008             | 府中             | 14               | 関東             | 12               |                  |                  |                  |                  |                  |                  |                  |
| 2009-10          | 府中             | 8                | Fリーグ          | 14               | 7                |                  |                  |                  |                  |                  |                  |
| 2010-11          | 府中             | 8                | Fリーグ          | 26               | 11               |                  |                  |                  |                  |                  |                  |
| 2011-12          | プエルトジャーノ |                  | スペイン1部      | 7                | 0                |                  |                  |                  |                  |                  |                  |
| 2012             | アル・ラーヤン   |                  | カタール         | 0                | 0                | 0                | 0                | 0                | 0                | 5                | 1                |
| 2012-13          | バルデペニャス   |                  | スペイン3部      | 8                | 6                |                  |                  |                  |                  |                  |                  |
| 2013-14          | 府中             | 5                | Fリーグ          | 21               | 13               |                  |                  |                  |                  |                  |                  |
| 2014-15          | 府中             | 5                | Fリーグ          | 31               | 19               |                  |                  |                  |                  |                  |                  |
| 2015-16          | 府中             | 5                | Fリーグ          | 24               | 13               |                  |                  |                  |                  |                  |                  |
| 通算             | 日本             | 日本             | Fリーグ          | 116              | 63               |                  |                  |                  |                  |                  |                  |
| 通算             | 日本             | 日本             |                  | 154              | 86               |                  |                  |                  |                  |                  |                  |
| 総通算           |                  |                  |                  |                  |                  |                  |                  |                  |                  |                  |                  |